# 贡山飞蓬
贡山飞蓬（学名：Erigeron kungshanensis）为菊科飞蓬属的植物，为中国的特有植物。分布于中国大陆的云南等地，生长于海拔3,000米至3,800米的地区，多生于高山草地或多岩石的草坝，花期8-9月，为多年生草本植物，根状茎木质，具有纤维状根系，顶生莲座状叶丛。目前尚未由人工引种栽培。